# 洛蘭特·彼得
洛蘭特·彼得（匈牙利語：Lóránt Péter，1985年10月23日—），匈牙利籃球運動員，現在效力於匈牙利球隊Alba Fehérvár。他也代表匈牙利國家籃球隊參賽。